# Municipio de Jefferson (condado de Boone, Indiana)
El municipio de Jefferson (en inglés: Jefferson Township) es un municipio ubicado en el condado de Boone en el estado estadounidense de Indiana. En el año 2010 tenía una población de 1464 habitantes y una densidad poblacional de 12,16 personas por km².

## Geografía
El municipio de Jefferson se encuentra ubicado en las coordenadas 40°3′10″N 86°37′23″O / 40.05278, -86.62306. Según la Oficina del Censo de los Estados Unidos, el municipio tiene una superficie total de 120.35 km², de la cual 120,35 km² corresponden a tierra firme y (0 %) 0 km² es agua.

## Demografía
Según el censo de 2010, había 1464 personas residiendo en el municipio de Jefferson. La densidad de población era de 12,16 hab./km². De los 1464 habitantes, el municipio de Jefferson estaba compuesto por el 99,04 % blancos, el 0,27 % eran afroamericanos, el 0,55 % eran de otras razas y el 0,14 % eran de una mezcla de razas. Del total de la población el 1,43 % eran hispanos o latinos de cualquier raza.